# 五华惠堂体育场
五华惠堂体育场，坐落于广东省梅州市五华县琴江新城，为纪念祖籍五华县的“球王”李惠堂而得名，是五华县奥体中心一期建设工程，斥资2.57亿元，总建筑面积5.26万平方米，高43米，看台下观众平台高12.6米，是一个按照国际标准打造的可容纳2.7万观众的11人制足球场。为目前中国标准最高、规模最大的县域运动场馆，可承办中甲以上足球赛事及国内国际重要赛事，工程项目入选《2018年全国优选体育产业项目名录》，创造了梅州市内单项工程建筑之最。现作为梅州客家主场。

## 造型及寓意
它外围环绕相连的54根“羽毛”，整座体育场设计以“天使之翼”为主题，整体形象犹如一对环抱的羽翼。“天使之翼”的寓意为五华在运动竞技中继承与守护优秀的足球文化，并将其发扬和传播，促进五华足球事业繁荣发展。整体设计象征“天使合拢之际，足球腾飞之时”的美好寓意。

## 举办过的重要赛事
- 2019年 梅州市第一届棕榈·客家杯“一带一路”国际足球邀请赛[9]
- 2019年 中国四国女足邀请赛[10]
- 2019年 2019赛季中甲联赛，梅州客家足球俱乐部的主场[11]
- 2020年 2020赛季中甲联赛，梅州客家足球俱乐部的主场
- 2021年 2021赛季中甲联赛，梅州客家足球俱乐部的主场
- 2022年 2022赛季中超联赛，梅州客家足球俱乐部的主场[12]
- 2023年 2023赛季中超联赛，梅州客家足球俱乐部的主场
- 2024年 2024赛季中超联赛，梅州客家足球俱乐部的主场
- 2025年 2025赛季中超联赛，梅州客家足球俱乐部的主场

## 荣誉
- 2019年5月 第十一届广东省土木工程詹天佑故乡杯奖[13]
- 2021年12月 2020—2021年度第二批中国建设工程鲁班奖[14]